# Hi-Fi (band)
Hi-Fi was een muziekgroep die ontstond in 1980 in Seattle.
Oprichting van de band moet gezien worden als een samenloop van omstandigheden. David Surkamp (zanger van Pavlov’s Dog) en Iain Matthews (bekend van Matthews Southern Comfort, Fairport Convention en soloartiest) woonden beide in Seattle en kwamen bij hetzelfde management terecht. Surkamp en Matthews zagen wel wat in een gezamenlijke band en Hi-Fi was geboren. Er kwam een aantal albums, maar echt wereldsucces heeft de band nooit gehad, het bleef beperkt tot de westkust van de Verenigde Staten. Hoogtepunt was een optreden met The Beach Boys. De nadruk van de muziek lag bij de gitaar.
Een voorloper van deze Hi-Fi, bestaande uit Hazen, Surkamp en Rayburn, had al een album opgenomen onder leiding van Bill Rieflin, doch dat album is nooit uitgekomen. Rieflin werkte later nog samen met Robert Fripp. Hazen ging verder met Matthews bij diens soloalbums.

## Discografie
- It’s almost christmas
- 1982: Demonstration record
- 1982: Moods for mallards